# غمد (حشرات)

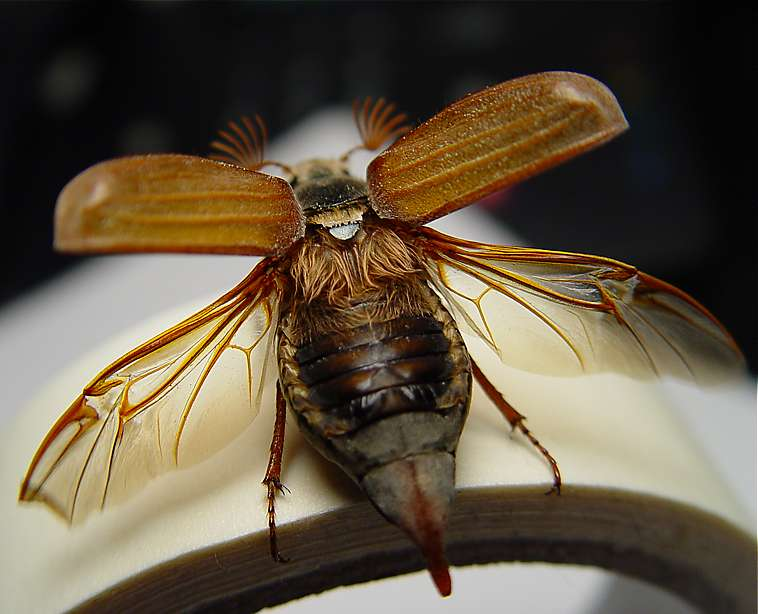
تتميز أغماد الدودة البيضاء هذه بسهولة عن الأجنحة الخلفية الشفافة، والتي تسمى الرواشن.

الغِمْد (جمع: أغماد) أو الظَهْرَان أو المِجْدَاف أو الجُنَيِّح الغمدي أو حافظةٌ الجناح هي الأجنحة العليا لحشرات رتبة غمديات الأجنحة وهي صلبة قرنية المادة مهمتها حفظ الأجنحة الرقيقة الموجودة تحتها المعروفة بالرواشن.